# Kiattisak Toopkhuntod
Kiattisak Toopkhuntod (thailändisch กิตติศักดิ์ ธูปขุนทด, * 19. Februar 1995 in Nakhon Ratchasima) ist ein thailändischer Fußballspieler.

## Karriere
Kiattisak Toopkhuntod erlernte das Fußballspielen in der Schulmannschaft der Ratwinit Bangkaeo School in Samut Prakan. Seinen ersten Profivertrag unterschrieb er Anfang 2014 beim Samut Songkhram FC. Der Club aus Samut Songkhram spielte in der ersten Liga des Landes, der Thai Premier League. Ende 2014 musste der Verein als Tabellenletzter den Weg in die Zweitklassigkeit antreten. 2016 wechselte er zum Erstligisten Sukhothai FC nach Sukhothai. Bis Ende 2018 absolvierte er für den Club neun Erstligaspiele. Die Hinserie 2019 wurde er an den Kasetsart FC nach Bangkok ausgeliehen. Mit dem Club spielte er neunmal in der zweiten Liga, der Thai League 2. Zur Rückserie 2019 wechselte zum Uttaradit FC. Mit dem Verein aus Uttaradit spielte er in der vierten Liga, der Thai League 4, in der Northern Region. 2020 wurde die Saison wegen der COVID-19-Pandemie unterbrochen. Während der Unterbrechung wurde vom Verband beschlossen, das die vierte Liga und die dritte Liga zusammengelegt werden. Uttaradit startete nach Wiederaufnahm des Spielbetriebs in der dritten Liga. Hier trat man ebenfalls in der Northern Region an.